# Edwin Stephen Goodrich
Edwin Stephen Goodrich född 21 juni 1868 i Weston-super-Mare i England, död 6 januari 1946 i Oxford i England, var en engelsk zoolog, specialiserad på morfologi, embryologi, paleontologi och evolution. Han innehade Linacre Chair of Zoology på University of Oxford mellan 1921 och 1946. Han var redaktör för Quarterly Journal of Microscopical Science från 1920 till sin död.
Goodrich invaldes 1938 som utländsk ledamot av Kungliga Vetenskapsakademien.

## Biografi
Goodrichs far dog när Edwin Stephen Goodrich bara var två veckor gammal, och hans mor flyttade med sina barn till sin mor i Pau i Frankrike, där han gick i den lokala engelska skolan och en fransk lycée. År 1888 började han på Slade School of Art vid University College London där han lärde känna Ray Lankester, som väckte hans intresserade för zoologi.
När Goodrich kom till Oxford från London började han 1891 på Merton College, Oxford för sin grundutbildning och läste för en slutexamen i zooologi, samtidigt som han var assistent till Lankester. Han tilldelades Rolleston Memorial Prize 1894 och utexaminerades med förstklassiga utmärkelser följande år.
År 1913 gifte Goodrich sig med Helen Pixell, en framstående protozoolog, som hjälpte till mycket med hans arbete. Hans konstnärliga utbildning var alltid till nytta för honom när ritade teckningar med skönhet och klarhet medan han föreläste (eleverna brukade fotografera svarta tavlan innan den raderades), liksom i sina böcker och papper. Han ställde också ut sina akvareller av landskap i London.

## Karriär

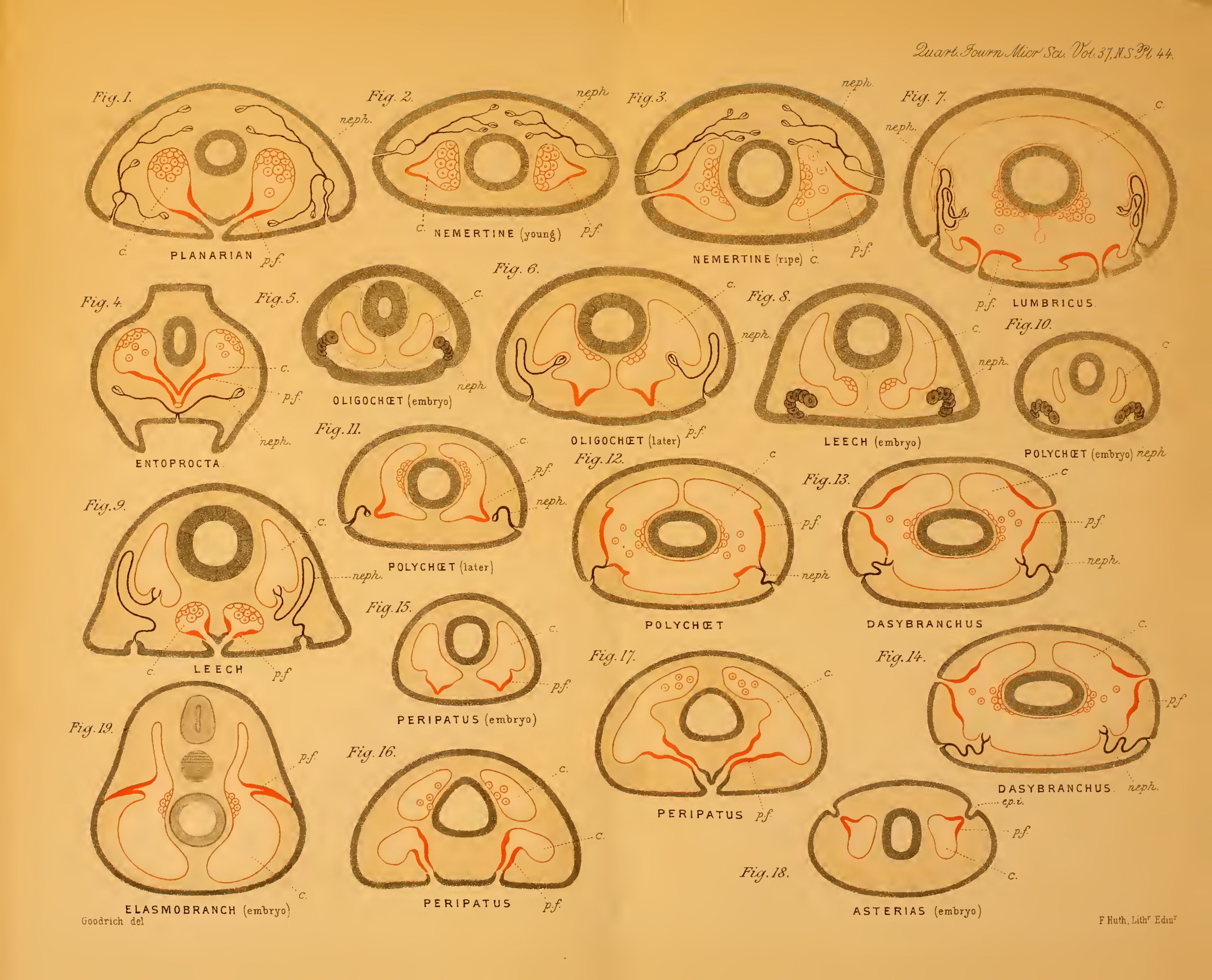
Illustrationer av Coelom, genitala kanaler, och Nephridia av olika arter.

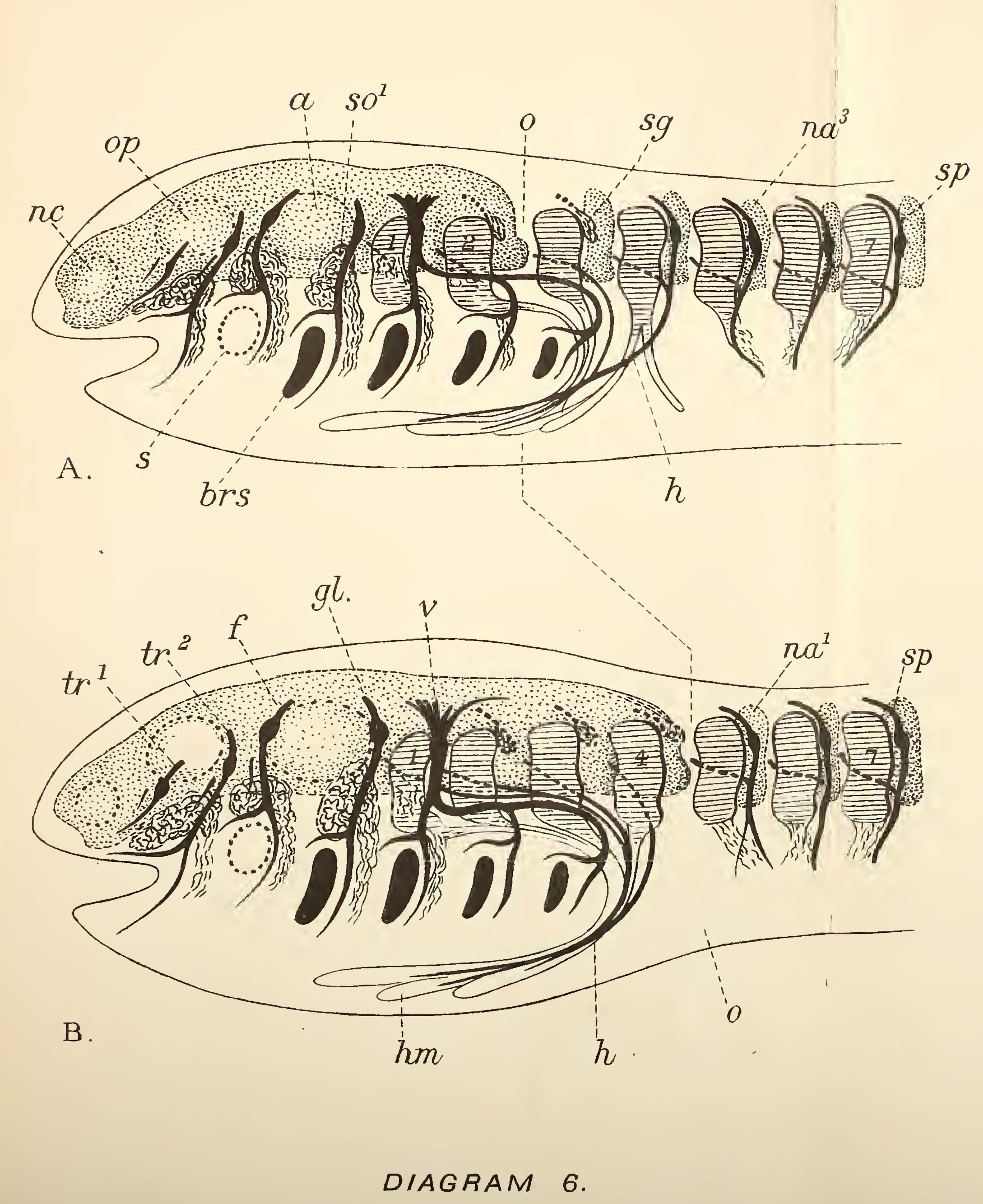
Huvudregionen av en amfibie A, och en amniot (däggdjur) B, visande segmentering.

När Lankester 1892 blev Linacre professor i jämförande anatomi vid Merton College gjorde han Goodrich till sin assistent. Detta markerade början på de undersökningar som under ett halvt sekel gjorde Goodrich till den största anatomisten på sin tid. År 1921 utsågs Goodrich till sin mentors gamla tjänst, som han innehade fram till 1945.
Från början av sina undersökningar, av vilka många ägnades åt marina organismer, gjorde Goodrich sig bekant med den marina faunan i Plymouth Roscoff, Banyuls, Neapel, Helgoland, Bermuda, Madeira och Kanarieöarna. Han reste också mycket i Europa, USA, Nordafrika, Indien, Ceylon, Malaya och Java. Han klarlade betydelsen av kanalerna som förbinder djurkroppars inre delar med utsidan. Det finns nefridier som utvecklats från det yttre skiktet och inåt och tillgodoser utsöndringsfunktionen. Helt annorlunda än de är koelomodukter, utvecklade från mellanskiktet och utåt, som tjänar till att frigöra bakteriecellerna. Dessa två uppsättningar rör kan se liknande ut, när var och en öppnar sig i kroppshålan genom en tratt omgiven av cilia som skapar en ström av vätska. I vissa grupper kan nefridier försvinna (som hos ryggradsdjur, där de kan ha omvandlats till tymuskörteln), och koelomodukterna då tar på sig den extra funktionen av utsöndring. Det är därför människan har ett urogenitalt system. Före Goodrichs analys var hela ämnet i kaos.
Goodrich fastställde att en motorisk nerv förblir kopplad till sin motsvarande segmentala muskel, hur mycket den än kan ha blivit förskjuten eller dold i utvecklingen. Han visade att organ kan vara homologa utan att komma från samma segment av kroppen. Till exempel ryggradsdjurs fenor och lemmar och den occipitala bågen (baksidan av skallen), som varierar hos ryggradsdjur från det femte till det nionde segmentet.
Han skilde mellan de storskaliga strukturerna hos fiskar, levande och fossila, genom vilka de klassificeras och känns igen. Detta är viktigt eftersom olika strata kan identifieras av fossila fiskfjäll. Goodrichs uppmärksamhet var alltid fokuserad på evolution, till vilken han gjorde anmärkningsvärda bidrag, men ändå följer Darwins teori om naturligt urval.